# Muzeum Ziemi Rawickiej w Rawiczu
Muzeum Ziemi Rawickiej w Rawiczu – muzeum z siedzibą w Rawiczu. Placówka jest miejską jednostką organizacyjną, a jego siedzibą jest budynek rawickiego ratusza.
Muzeum powstało w 1973 roku, po opuszczeniu pomieszczeń ratusza przez administrację miejską oraz koniecznym remoncie. Aktualnie jego wystawa stała mieści się w następujących salach:
- Sala Etnograficzna z ekspozycją ukazującą kulturę ludową okolic Rawicza oraz tzw. mikroregionu hazackiego. Pokazywane są tu stroje ludowe, meble, przedmioty codziennego użytku, a także instrumenty ludowe (dudy) oraz sztuka sakralna,
- Sala Dawnych Rzemiosł poświęcona jest dziejom lokalnego rzemiosła, w szczególności sukiennictwa. Prezentowane są oryginalne narzędzia i maszyny, którymi posługiwali się sukiennicy, stolarze, kowale, szewcy, bednarze, cieśle, oraz pamiątki cechowe, m.in. wilkomy, skrzynie cechowe, tłoki pieczętne,
- Sala Bracka im. Romana Rybackiego, poświęcona historii i działalności Bractw Kurkowych na terenie Rawicza i okolic,
- Sala Kadecka im. ppłk. Jana Kamińskiego, ukazująca historię działającego w Rawiczu od 1925 roku Korpusu Kadetów nr 3 (od 1936 roku nr 2). Na wystawie zgromadzono m.in. dokumenty, fotografie, mundury kadeckie oraz medale i odznaczenia. To pierwsza i obecnie największa w Polsce wystawa w całości poświęcona historii przedwojennych szkół kadeckich,
- Sala Portretowa, zawierająca pochodzące z XVII i XVIII wieku portrety właścicieli miasta, w tym Adama Olbrachta Przyjmy-Przyjemskiego, Mikołaja Aleksandra Kostki, Stanisława Kretkowskiego, Jana Kazimierza Sapiehy, Katarzyny Agnieszki Sapiehy, Jana Nepomucena Mycielskiego oraz króla Jana III Sobieskiego,
- Historyczny gabinet burmistrza z aranżacją przywołującą dawne funkcje ratusza jako siedziby władz miejskich. Można tutaj obejrzeć m.in. komplet zabytkowych, przedwojennych mebli dębowych, kolekcję secesyjnego szkła śląskiego, portrety Tytusa Działyńskiego i hrabiny Zofii z Czartoryskich Zamoyskiej,
- Audowizualna sala im. Stanisława Kukli, w której eksponowane są prace malarskie artysty. Stanisław Kukla był znanym pejzażystą związanym z ziemią rawicką oraz Wrocławiem[1]. W sali znajdują się następujące obrazy:

1. „Jesienna droga Osiek” (130 x 97),
2. „Zimowa aleja” (116 x 89),
3. „Wiatrak w Dubinie” (105 x 80),
4. „Zimowa aleja w Osieku” (33 x 24),
5. „Aleja w Osieku jesienią” (105 x 80),
6. „Martwa natura z kwiatami i owocami” (65 x 80),
7. „Martwa natura z pomarańczą” (27 x 35),
8. „Chryzantemy” (72 x 92)[1].

Placówka posiada również zbiory europejskiej sztuki współczesnej. W galerii organizuje wystawy czasowe.
Przy muzeum działa Punkt Informacji Turystycznej i Kulturalnej.
Muzeum jest obiektem całorocznym, czynnym codziennie, przy czym w niedzielę wyłącznie dla grup zorganizowanych. Wstęp jest płatny, z wyjątkiem czwartków.